# Norma Geraldy
Norma Geraldy, nome artístico de Ione Sartini, (Uberaba, 21 de dezembro de 1907 — Rio de Janeiro, 2 de dezembro de 2003) foi uma atriz brasileira.

## Biografia
Era filha de um relojoeiro italiano, Dante Sartini, e de Maria Poppi Sartini. Tinha quatro irmãos. 
Seu nome artístico foi-lhe dado pelo diretor Olavo de Barros, em homenagem ao poeta francês Paul Géraldy.
Seu talento foi descoberto em 1927, quando se mudou de sua cidade natal, Uberaba, para o Rio de Janeiro, passando a procurar empregos em várias estações de rádio.
Somente com 70 anos fez sua estreia na televisão, na novela Te Contei?, daí em diante se torna uma figura fácil nas telenovelas, interpretando na maioria das vezes velhinhas simpáticas que logo caia no gosto do público.
Noema morreu no hospital Prontocor, no bairro da Tijuca, Rio de Janeiro, em 2 de dezembro de 2003. A causa da morte foi diagnosticada como arritmia cardíaca, desidratação e distúrbios eletrolíticos. Ela completaria 96 anos no dia 21 do mesmo mês e estava doente desde 7 de setembro, quando foi internada devido a complicações após uma cirurgia no fêmur. Logo depois, ela sofreu uma pneumonia, mas estava se tratando em casa, em Copacabana. Seu corpo foi velado e cremado no Cemitério de São João Batista.

## Filmografia

### Televisão
| Ano  | Título                   | Personagem                        | Notas                                  |
| ---- | ------------------------ | --------------------------------- | -------------------------------------- |
| 2003 | A Casa das Sete Mulheres | Manuela de Paula Ferreira (idosa) | Episódio: "8 de abril"                 |
| 2002 | Malhação                 | Senhora no Gigabyte               |                                        |
| 2000 | Uga Uga                  | Norma                             |                                        |
| 2000 | Você Decide              | Tia Laura                         | Episódio: "Oscar Matriz e Filial"      |
| 1998 | Você Decide              | —                                 | Episódio: "Garoto de Programa"         |
| 1998 | Torre de Babel           | Avó de Adriano                    |                                        |
| 1997 | Você Decide              | Mariinha                          | Episódio: "Estrada do Amanhã"          |
| 1997 | Por Amor                 | Filomena                          |                                        |
| 1996 | Quem É Você?             | Carlota                           |                                        |
| 1996 | Caça Talentos            | Antonieta                         | Episódio: "Português Legal"            |
| 1995 | A Próxima Vítima         | Tia Úrsula Ferreto                | Participação especial                  |
| 1995 | Decadência               | Dalva Tavares Branco              | [ 5 ]                                  |
| 1994 | Você Decide              | Isaura                            | Episódio: "Angu de Caroço"             |
| 1993 | O Mapa da Mina           | —                                 |                                        |
| 1992 | Deus Nos Acuda           | Dolores Sierra                    | Participação especial                  |
| 1992 | Tereza Batista           | Dona Carmelita                    |                                        |
| 1991 | Vamp                     | Hermengarda                       |                                        |
| 1991 | Mundo da Lua             | Dona Júlia                        |                                        |
| 1990 | Gente Fina               | Zenaide                           |                                        |
| 1990 | Desejo                   | Henriqueta                        |                                        |
| 1990 | Delegacia de Mulheres    | Lourdes                           | Episódio: "Formicida & Guaraná"        |
| 1990 | Tele Tema                | Irmã Gabriela                     | Episódio: "A volta ao tempo"           |
| 1990 | Barriga de Aluguel       | Freira francesa                   |                                        |
| 1989 | O Salvador da Pátria     | Noêmia                            |                                        |
| 1988 | O Primo Basílio          | Dona Henriqueta                   |                                        |
| 1987 | Bambolê                  | Dona do restaurante               | Participação Especial                  |
| 1986 | Anos Dourados            | Tia Pequetita                     |                                        |
| 1985 | A Gata Comeu             | Dona Biloca                       |                                        |
| 1985 | Caso Verdade             | Dona Estela                       | Episódio: "Um Jardim para Dona Estela" |
| 1984 | Vereda Tropical          | Maria da Paz                      |                                        |
| 1984 | Caso Verdade             | Dita                              | Episódio: "A Terceira Idade"           |
| 1984 | Transas e Caretas        | Efigênia                          |                                        |
| 1983 | Pão-Pão, Beijo-Beijo     | Nizi                              |                                        |
| 1983 | Caso Verdade             | —                                 | Episódio: "Crianças Trocadas"          |
| 1982 | Sol de Verão             | —                                 |                                        |
| 1982 | Quem Ama Não Mata        | Dona Carmem                       |                                        |
| 1982 | Caso Verdade             | —                                 | Episódio: "Retorno"                    |
| 1981 | Jogo da Vida             | Dona Mena                         |                                        |
| 1981 | Baila Comigo             | Dona Eufêmia                      |                                        |
| 1978 | Te Contei?               | Ester                             |                                        |
| 1978 | Caso Especial            | Dona Pombinha                     | Episódio: "Jardim Selvagem"            |
| 1978 | Caso Especial            | Passageira                        | Episódio: "Mão de Obra"                |
| 1978 | Caso Especial            | Salário Mínimo                    | Maria                                  |

### Cinema
| Ano  | Título                 | Personagem |
| ---- | ---------------------- | ---------- |
| 1940 | O Simpático Jeremias   | Laura      |
| 1935 | Favela dos Meus Amores | —          |

## Carreira no teatro[11]
- A Alma Quando Sonha É Teatro (1994)
- A Casa de Bernarda Alba (1986)
- No Tempo das Operetas (1986)
- Tio Vânia (1984)
- Hedda Gabler (1982)
- Os Sábios Se Divertem (1963)
- A Força do Perdão (1958, 1960-1961)
- Tira o Dedo do Pudim  (1950)
- O Canário (1946)
- Minha Mulher É Ciumenta (1946)
- As Mulheres Não Querem Alma (1946)
- A Importância de Ser Ladrão (1946)
- O Badejo (1945)
- O Mentiroso (1945)
- O Diabo (1945)
- Precisa-se de um Pai (1945)
- Palmatória do Mundo (1944)
- Não Te Quero Mais! (1944)
- Doutor Ninguém (1943)
- Que Santo Homem (1942)
- Pé de Cabra (1942)
- Pão Duro (1942)
- O Sábio (1942)
- O Doente Imaginário (1942)
- Uma Noite de Amor (1941)
- Um Golpe Errado (1941)
- A Cigana Me Enganou (1941)
- Suicídio por Amor (1940)
- Onde Estás, Felicidade? (1939)
- As Três Helenas (1939)
- O Casto Boêmio (1938)
- O Maluco da Avenida (1938)
- O Presidente (1937)
- Em Família (1937)
- Adeus, Nobreza! (1936)
- Longe dos Olhos (1935)
- Mascote (1935)
- Miss Dolly (1935)
- O Nono Mandamento (1935)
- O Último Lord (1935)
- Os Sábios se Divertem (1935)
- Pancada de Amor (1935)
- Rosas de Todo Ano (1935)
- A Dança dos Milhões (1934)
- O Nono Mandamento (1935)
- Pancada de Amor (1935)
- Lê Bonheur (1935)
- Casta Suzana (1934)
- Eva (1934)
- Frasquita (1934)
- Frou Frou (1934)
- Mazurca Azul (1934)
- Não Me Ames Assim (1934)
- O Conde de Luxemburgo (1934)
- O Ébrio (1934)
- Paganini (1934)
- Princesa das Czardas (1934)
- Sonho de Valsa (1934)
- As 3 Meninas da Casa (1934)
- A Juriti (1934)
- A Princesa dos Dólares (1934)
- A Viúva Alegre (1934)
- Alvorada do Amor (1934)
- Última Loucura (1933)